# Neuroscienze cognitive
Le Neuroscienze cognitive sono il campo di studi che si occupa dello studio dei processi biologici e degli aspetti che sono alla base della cognizione, focalizzandosi nello specifico sulle connessioni neurali nel cervello che sono coinvolte nei processi mentali. Affronta le questioni di come le attività cognitive siano influenzate e controllate dai circuiti neurali nel cervello. Le Neuroscienze cognitive sono una branca sia delle Neuroscienze che della Psicologia, sovrapponendosi a discipline come la neuroscienza comportamentale, la Psicologia cognitiva, la Psicologia fisiologica e la neuroscienza affettiva. Le Neuroscienze cognitive si basano su teorie delle Scienze cognitive abbinate a prove provenienti dalla neurobiologia e dalla modellazione computazionale.

## Storia e sviluppo
Le neuroscienze cognitive sono nate come disciplina scientifica all'inizio degli anni ottanta ad opera di alcuni studiosi dell'Università di Harvard e grazie all'inizio della pubblicazione del Journal of Cognitive Neuroscience, stampato dalla MIT Press.
I grandi sviluppi di questa disciplina si legano a quelli dell'ingegneria informatica, capace di produrre macchine sempre più efficienti, di dimensioni ridotte e a prezzi accessibili. Oggi infatti molti istituti di ricerca nel mondo sono in grado di procurarsi tali macchine, conducendo ricerche sempre più sofisticate e potendo simulare, in reti di neuroni artificiali (frutto della modellizzazione connessionista), attività cognitive (quantomeno computazionali) assai simili a quelle umane.
Insieme a questo tipo di ricerca, la neuroscienza cognitiva ha potuto estendere l'indagine diretta sul cervello umano per mezzo di due strumenti potenti e dai risultati sorprendenti: la tomografia ad emissione di positroni (PET) e la risonanza magnetica per la visualizzazione funzionale (FMRI).
La rivoluzionaria importanza di questi strumenti rispetto alle precedenti metodologie fisiologiche sta nel fatto che rendono possibile indagare il cervello umano o animale nella sua assoluta integrità, senza alcuna invasività e senza alcuna interferenza con le normali funzioni cerebrali.
Anche in ambito psicofisiologico, soprattutto negli USA, molti sono i ricercatori che cercano di introdurre i concetti delle neuroscienze nelle ricerche sociali, Terrence William Deacon ha approfondito le tematiche della biologia evoluzionistica, soprattutto nella neurobiologia cellulare e molecolare.